# اچ‌ام‌اس آیسیز (۱۸۱۹)
اچ‌ام‌اس آیسیز (۱۸۱۹) (به انگلیسی: HMS Isis (1819)) یک کشتی است که طول آن ۱۶۴ فوت ۰ اینچ (۴۹٫۹۹ متر) است. این کشتی در سال ۱۸۱۹ ساخته شد.